# Ludwig Wilhelm Gilbert
Pour les articles homonymes, voir Gilbert.
Ludwig Wilhelm Gilbert (1769 – 1824) est un scientifique prussien et un professeur de Physique à l'Université de Leipzig.